# Waimairi Beach
Waimairi Beach est une banlieue de la cité de Christchurch, située dans la partie médiane de l’Île du Sud de la Nouvelle-Zélande. 

## Situation
Elle est localisée au nord-est de la cité. 
Elle est située à l’est de la ville de Parklands et au nord de North New Brighton. 

## Étymologie
Le mot waimairi se traduit par listless stream. 
Une des principales routes passant à travers la banlieue est nommée Aston Drive. 
C’était à l’origine Vogel Street, nommée d’après le premier ministre  Julius Vogel (1835–1899) et renommée Aston Street en 1848 d’après un propriétaire terrien de Sydney : John Aston (1886–1946) et ensuite Aston Drive en 1995.

## Gouvernance
Ce secteur était une partie du comté de Waimairi jusqu’en 1982, quand le pays fut renommé District de Waimairi.
Ce district fut amalgamé dans le conseil de la cité de Christchruch (en) en 1989 dans le cadre de la réforme du gouvernement local de 1989 (en).

## Démographie
Waimairi Beach couvre une surface de 0,58 km2.
Il fut estimé que la population était de 1 320 personnes en juin 2021 avec une densité de population de 2,276 personnes/km2. 
La localité de Waimairi Beach avait une population de 1 308 résidents lors du recensement de la population en Nouvelle-Zélande de 2018, en augmentation de 42 personnes (soit 3,3 %) depuis le recensement de 2013, et une augmentation de 246 personnes (soit 23,2 %) depuis celui de 2006. 
Il y avait 471 logements.
On comptait 624 hommes et 684 femmes, donnant un sexe-ratio de 0,91 homme pour une femme.
L’âge médian était de 43,8 ans (comparé avec les 37,4 ans au niveau national), avec 279 personnes (soit 21,3 %) âgées de moins de 15 ans, 165 personnes (soit 12,6 %) âgées de 15 à 29 ans, 669 personnes (soit 51,1 %) âgées de 30 à 64 ans, et 195 personnes (soit 14,9 %) âgées de 65 ans ou plus.
L’ethnicité était pour 95,9 % d'européens/Pākehā, 8,7 % Maori, 2,5 % de personnes du Pacifique, 1,6 % d'origines asiatiques et 1,4 % d’autres ethnicités (le total peut faire plus de 100 % dans la mesure où une personne peut s’identifier pour plusieurs ethnicités).
La proportion de personnes nées outre-mer était de 22,7 %, comparée avec les 27,1 % au niveau national.
Bien que certaines personnes objectent à donner leur religion, 51,6 % n’avaient aucune religion, 39,4 % étaient chrétiens, 0,2 % étaient hindouistes, 0,2 % étaient bouddhistes et 1,6 % avaient une autre religion.
Parmi ceux d’au moins 15 ans d’âge, 285 personnes (soit 27,7 %) avaient une licence ou un degré supérieur et 108 personnes (soit 10,5 %) n’avaient aucune  qualification formelle. 
Le revenu médian état de 44,900 $, comparé avec les 31,800 $ au niveau  national. 
Le statut d’emploi de ceux d’au moins 15 ans était pour 546 personnes (soit 53,1 %) employés à plein temps, pour 192 personnes (soit 18,7 %) étaient à temps partiel et pour 36 personnes (soit 3,5 %) étaient sans emploi.